# Dolyán
Dolyán (1899-ig Koncsán-Dolyán szlovákul: Doľany) község Szlovákiában, az Eperjesi kerület Lőcsei járásában. Koncsán és Dolyán községek egyesülésével jött létre.

## Fekvése
Lőcsétől 5 km-re délkeletre fekszik, Roskfalva tartozik hozzá.

## Nevének eredete
Neve a szláv doľane (= völgyben lakók) szóból származik.

## Története
Hradszky József „Vándorlások a Szepességen” c. munkájában az alábbi olvasható: „Görgőről Szepeshely felé menve mintegy fél órányira a baloldalon kissé félre az országúttól észreveszünk két kis helységet: Koncsán és Dolyári-t (előbbi 553, utóbbi 538 m. magasságban). Együtt képeznek egy községet 25 ház és 224 tótnyelvű lakossal, a község határa 652 katasztrális hokP)”; valamint: „Dolyán 1297-ben alapíttatott”.
Valószínűleg csépánfalvi Teőke Kristóf (Thoeke Kristóf de Csepánfalva) – aki nagy vagyonszerző volt – szerezhette meg tízlándzsás nemzetségének a falut még 1523 környékén, amikor birtokosként jegyzik (Hradszky J.).
A 18. század végén Vályi András így ír róla: „DOLYÁN. Magyar falu Szepes Vármegyében, földes Ura Tőke Uraság, lakosai katolikusok, fekszik Körtvélyes mellett, ’s ennek filiája, Lötsétöl fél mértföldnyire, határja jó termékenységű, ki vévén épűletbéli fáját más minden javai vannak, mellyekhez képest, első Osztálybéli.”
Fényes Elek 1851-ben kiadott geográfiai szótárában így ír a faluról: „Dolyán, Szepes v. tót falu, Lőcséhez keletre 1 órányira: 99 kath, 7 evang. lak. F. u. Teőke nemz. Első birtokosa ezen falunak (1297.) Hemmingusd Kolchova volt.”
A csépánfalvi Teőkék egészen a 20. század elejéig a község (és más szepesi községek, pl. Körtvélyes) területén voltak birtokosok, amikor is a trianoni döntést követően dr. Csépánfalvi Teőke Béla kir. jegyző a megváltozott fennhatóság okán elhagyta ősei földjét és Budapestre költözött.
A trianoni diktátum előtt Szepes vármegye Lőcsei járásához tartozott.
1924-ben csatolták hozzá Roskfalvát.

## Népessége
| Év:            | 1994. | 2004.    | 2014.    | 2024.    |
| -------------- | ----- | -------- | -------- | -------- |
| Emberek száma: | 274   | 430      | 655      | 901      |
| Eltérés:       |       | +56,93 % | +52,32 % | +37,55 % |

| Év:            | 2023. | 2024.   |
| -------------- | ----- | ------- |
| Emberek száma: | 865   | 901     |
| Eltérés:       |       | +4,16 % |

1910-ben 115, túlnyomórészt szlovák lakosa volt.
2001-ben 382 lakosából 339 szlovák és 43 cigány volt.
2011-ben 582 lakosából 329 cigány és 211 szlovák.

## Lásd még
- Roskfalva